# Cuproxena eudiometra
Cuproxena eudiometra is een vlinder uit de familie van de bladrollers (Tortricidae). De wetenschappelijke naam van de soort is voor het eerst geldig gepubliceerd in 1989 door Razowski & Becker.